# Bertil Edlund
Bertil Edlund (* 11. Juli 1933; † 27. März 2021) war ein schwedischer Wirtschaftsprüfer und Stifter.

## Beruflicher Werdegang
Edlund studierte bis zur Erlangung des Master of Science an der Handelshochschule Stockholm.
Edlund war Chairman von Öhrlings Pricewaterhousecoopers, dem größten Wirtschaftsprüfungsunternehmen in Schweden und des Swedish Institute of Authorised Public Accountants (FAR). Er arbeitete für das Swedish Commerce and Industry Stock Exchange Committee (NBK) und Sweden’s Association for the Development of Generally Accepted Accounting Principles (Redovisningsrådet). Er war von 1987 bis 1990 stellvertretender Präsident und von 1990 bis 1992 Präsident der International Federation of Accountants (IFAC). Im Jahr 1993 erhielt er, gemeinsam mit Sten Lundvall, den EFI Research Award für das Buch  Redovisningens roller.
Edlund war Vorstandsmitglied des Entrepreneurship and Small Business Research Institute und Mitglied der Royal Swedish Academy of Engineering Sciences.
Edlund ist Namensgeber der Bertil Edlund Stiftung (mit einem Vermögen von umgerechnet 1 Million Euro), die sich für den Berufsstand der Wirtschaftsprüfer einsetzt und das Bertil Edlund Scholarship vergibt. Das Stipendium berechtigt Wirtschaftsstudenten zum Aufenthalt bei der Swedish-American Chamber of Commerce in New York.

## Publikationen
- Årsredovisningen i framtiden. 13 debattinlægg om årsredovisningens roll och møjligheter. SNS Verlag, Stockholm 1982, ISBN 91-7150-235-1.
- God Styrelsesed. SNS Verlag, Stockholm 1996, ISBN 978-91-7150-614-6.